# Tichy
Tichy là một đô thị thuộc tỉnh Béjaïa, Algérie. Dân số thời điểm năm 2002 là 14.35 người.